# Sebastian Franz von Daxenberger

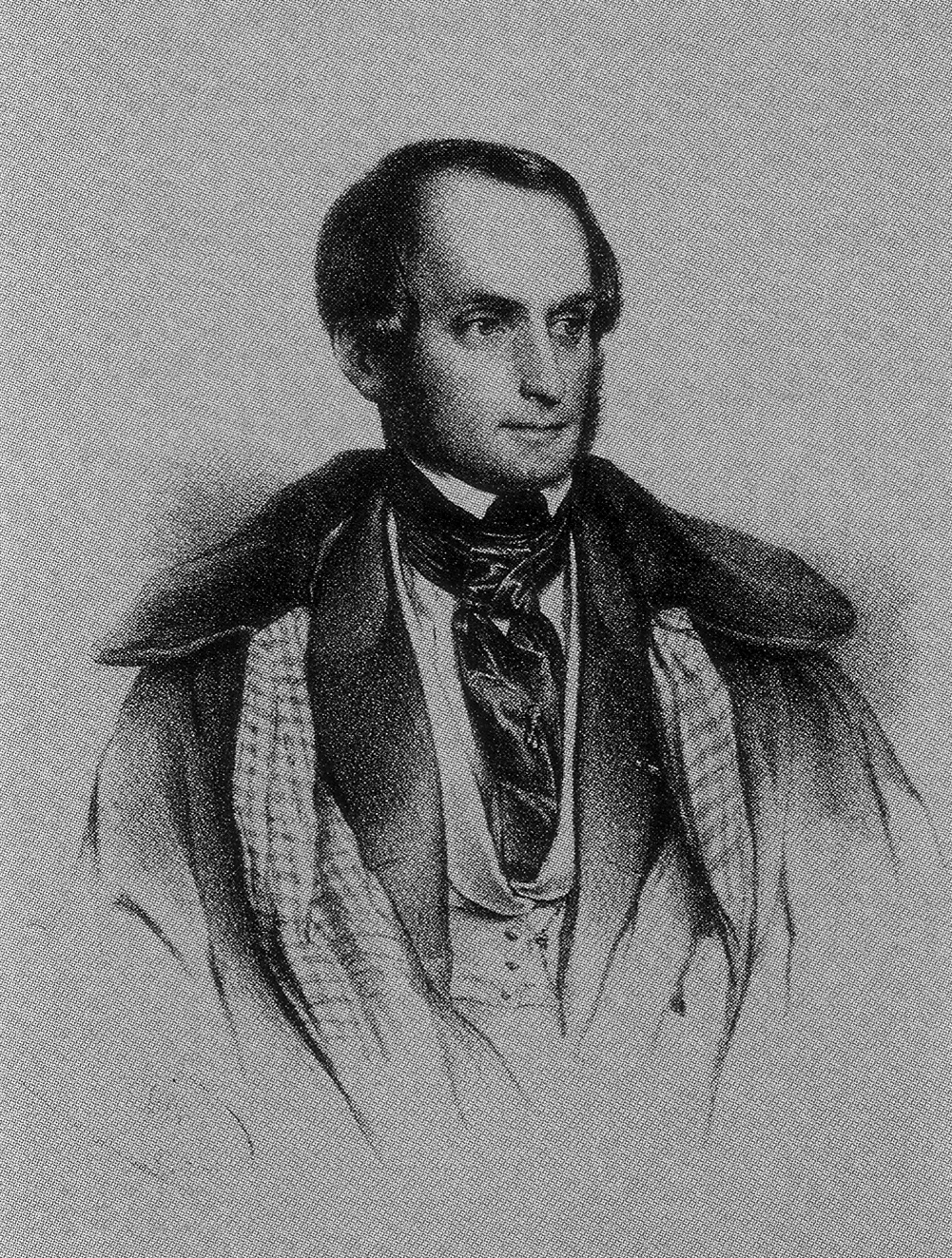
Sebastian Franz von Daxenberger

Sebastian Franz Daxenberger, ab 1851 Ritter von Daxenberger, (* 3. Oktober 1809 in München; † 22. Januar 1878) war ein deutscher Jurist und Politiker. Als Dichter und Schriftsteller wurde er unter dem  Pseudonym Karl Fernau bekannt.

## Leben
Fernau war der Sohn des vermögenden Münchener Kupferschmieds Matthäus Daxenberger und dessen Frau Maximiliane, geb. Leuthner. Nach dem Abitur 1827 am (heutigen) Wilhelmsgymnasium München studierte er Rechtswissenschaften in München, Göttingen und Berlin. In München wurde er 1828 Mitglied des Corps Isaria. In seiner Göttinger Studienzeit wurde er Freund des ebenfalls dort studierenden bayerischen Kronprinzen Max, der ihn 1835 zu seinem Sekretär ernannte. 1830 wurde er in Göttingen zum Dr. iur. promoviert. Daxenberger begleitete den Kronprinzen auf seiner Reise zur Brautwerbung 1842 nach Berlin. 1842 wurde Daxenberger Regierungsrat, 1847 Oberkirchen- und Schulrat. Ende 1847 wurde er in das Staatsministerium des königlichen Hauses und der Auswärtigen Angelegenheiten berufen. 1849 wurde er Mitglied der Frankfurter Nationalversammlung. Er wurde 1851 in den persönlichen Adelsstand erhoben. 1856 vertrat er Bayern bei der Donauschifffahrtskommission in Wien. 1866 wurde er bayerischer Staatsrat im ordentlichen Dienst.
Sebastian Daxenberger starb 1878 im Alter von 68 Jahren in München.

## Grabstätte

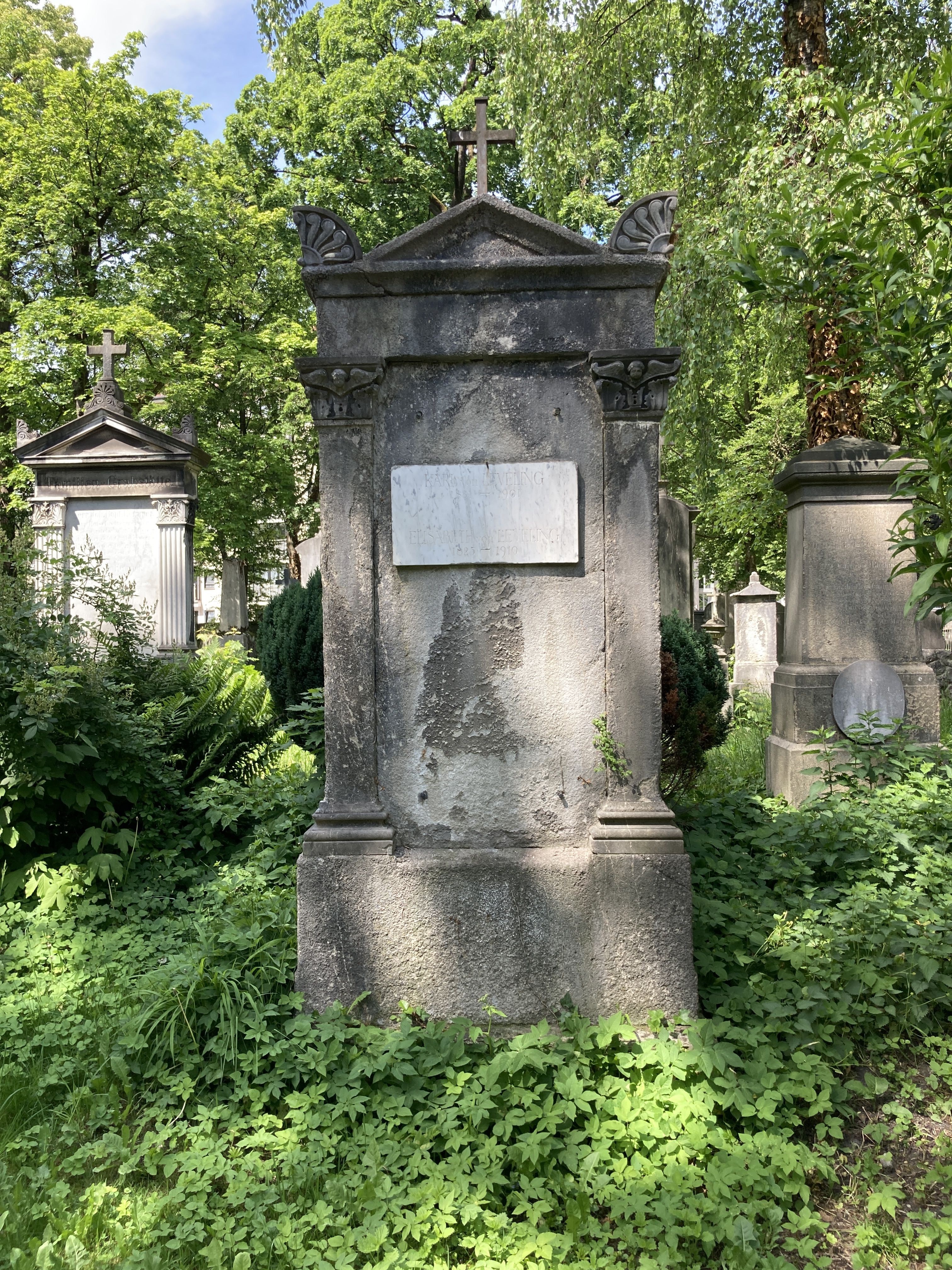
Grab von Sebastian Daxenberger auf dem Alten Südlichen Friedhof in München

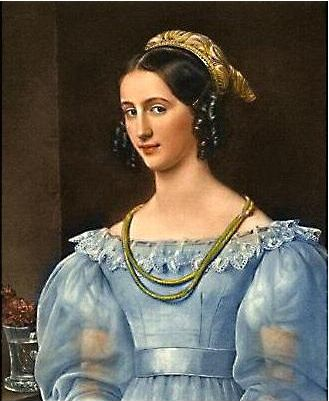
Daxenbergers Schwester Regina (1811–1872) gemalt für die Schönheitengalerie von Heinrich Fahrenbacher, 1829

Die Grabstätte von Sebastian Daxenberger befindet sich auf dem Alten Südlichen Friedhof in München (Gräberfeld 1 – Reihe 1 – Platz 8/9) Standort.

## Familie
Sebastian Franz von Daxenbergers Schwester war Regina Daxenberger (1811–1872). Ihr gutes Aussehen veranlasste König Ludwig I. (Bayern), sie in seine Schönheitengalerie aufzunehmen.

## Namensgeber für Straße
Nach Sebastian Daxenberger wurde 1927 in München im Stadtteil Untersendling (Stadtbezirk 6 – Sendling) die Daxenbergerstraße benannt Standort.

## Auszeichnungen
- 1851 Ritter, später Großkomtur des Verdienstordens der Bayerischen Krone
- Großkomtur des Ordens vom Heiligen Michael
- Bayerischer Maximiliansorden für Wissenschaft und Kunst

## Werke
- Dissertatio inauguralis observationes nonnullas ad titulum digestorum de servitutibus praediorum urbanorum continens, Göttingen 1830.

Werke unter dem Pseudonym Karl Fernau
- Sendlinger Schlacht, 1835 (1844).
- Mythische Gedichte, 1835.
- Münchener Hundert und Eins, 1840, 1841.
- Ulrich Schwarz, 1841.
- Beatrice Cenci, 1841.
- Erinnerungen aus Italien, 1845.
- Weibliche Bildnisse, 1845.